# Аполлон тяньшанский
Аполлон тяньшанский, или аполлон тянь-шанский (грамматически правильное написание видового названия — тянь-шаньский; лат. Parnassius tianschanicus), — дневная бабочка из семейства парусников (Papilionidae). Сокращающийся в численности вид с ареалом, разорванным на узкие участки. Вид характеризуется высокой индивидуальной и географической изменчивостью, в связи с чем выделяется около 15 узкоэндемичных подвидов.

## Этимология названия
Видовое название tianschanicus дано по названию горного массива Тянь-Шань, где обитает данный вид.

## Описание
Довольно крупная бабочка. Длина переднего крыла 35—42 мм. Основной фон крыльев белого или желтоватого цвета, по которому разбросаны черноватые чешуйки. наружная краевая полупрозрачная полоса на обоих крыльях относительно широкая. На переднем крыле кнутри от неё проходит частично сливающаяся поперечная цепочка белых пятен, изнутри ограниченная черноватыми или полупрозрачными тёмными перевязями. В срединной ячейке крыла находится крупное пятно чёрного цвета. Между срединной ячейкой и вершиной крыла один над другим располагаются два красных «глазка», а третий находится у середины внутреннего края. На задних крыльях поперечная тёмная перевязь, находящаяся перед внешним краем крыла, образована рядом черноватых пятен треугольной формы. Между срединной ячейкой и внешним краем заднего крыла находится крупный «глазок» красного цвета с черной каймой, еще один такой же «глазок» находится выше у переднего края крыла. Внутренний край заднего крыла и прикорневое поле характеризуются напылением черных чешуек. Самки отличаются более размытым рисунком на крыльях, чаще с желтоватым основным фоном.

## Ареал
Населяет высокогорные хребты Памиро-Алая и Тянь-Шаня. Ареал характеризуется разорванностью: в целом простирается от Туркестанского, Зеравшанского и Гиссарского хребтов через Тянь-Шань до Джунгарского Алатау и Саура.
Населяет предгорные и горные долины на высотах от 1200 до 4300 м над ур. м. В Памиро-Алае встречается на высотах 2300—4200 м, а в верховьях реки Или ниже — на 1200—3600 м. Характерные местообитания этого вида — выходы скальной породы и каменистые обрывы с близкорасположенной низкотравной растительностью или склонами, поросшими арчевниками, полынью и злаками. Также его привлекают разнотравные луговые склоны.

## Биология
За год развивается одно поколение. Время лёта бабочек происходит с июля до середины августа. Однако в зависимости от участка ареала и погодных условий начало лёта может начинаться с середины июня, а завершаться в конце августа. Бабочки ведут исключительно дневной образ жизни и активны только в солнечную погоду. Нуждаясь в дополнительном питании, они охотно посещают цветущие растения. Бабочки держатся возле скал и крутых подскальных осыпей. Их полёт продолжительный, стремительный, мощный, часто парящий. Могут длительное время парить над склонами горных ущелий, корректируя траекторию полета взмахами крыльев и изменяя высоту полёта.
Зимуют гусеницы первых возрастов. Окукливание происходит под камнями и в подстилке у растений. Гусеницы питаются растениями родов Pseudosedum и Rhodiola. Стадия куколки длится около 10 дней.